# Titanoeca eca
Titanoeca eca är en spindelart som beskrevs av Yuri M. Marusik 1995. Titanoeca eca ingår i släktet Titanoeca och familjen stenspindlar.
Artens utbredningsområde är Kazakstan. Inga underarter finns listade i Catalogue of Life.